# 沖の白石
沖の白石（おきのしらいし・おきのしろいし）は、琵琶湖沖にある岩。化石（ばけいし）・お化け石（おばけいし）・ 船木三ッ石（ふなきみついし）の別称もある。琵琶湖国定公園特別保護地区。

## 概要
多景島（彦根市）の西方約5km、船木崎（高島市）の東方約5km沖に位置する。大岩1つ・小岩3つで形成されている。周辺の水深は約80mで、大岩の高さが約20m（地上）あるので、大岩の全長は約100m前後と推定される。

## 名称の由来
- 以下の2説がある。
  - 日没時に岩が太陽光で白く変化することに因む。
  - 飛来する鳥の糞が長年岩に付着・堆積し、白くなっているから。また、化け石という名の由来は、見る角度によって岩の枚数が1から4枚の間で変化するためである。

## その他
- 周辺を航行する船舶の方角の指標になっている。ただし、日没以降の航行時は岩の確認が困難になるので、船舶衝突の危険性がある。
- 『沖の白石』という銘菓（カスタードクリームをカステラ生地で包んだもの）が発売されている。
- カワニナの一種・シライシカワニナ Biwamelania shiraishiensis は、学名・和名ともに沖の白石に因み、この岩の周辺のみに生息する固有種で、環境省のレッドリストで準絶滅危惧に指定されている。